# Vertriebenendenkmal (Jubiläumspark Bad Homburg)

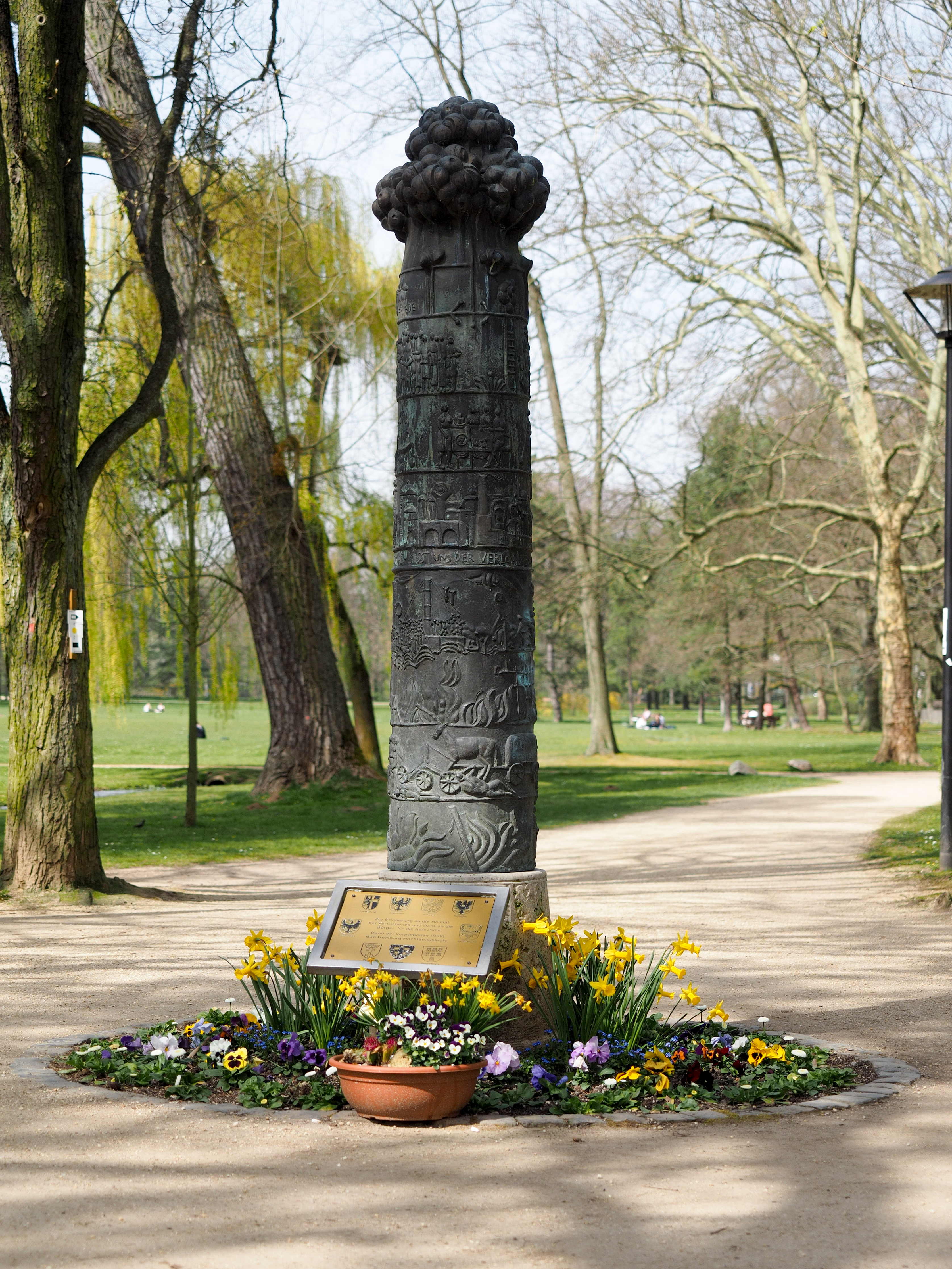
Vertriebenendenkmal im Jubiläumspark

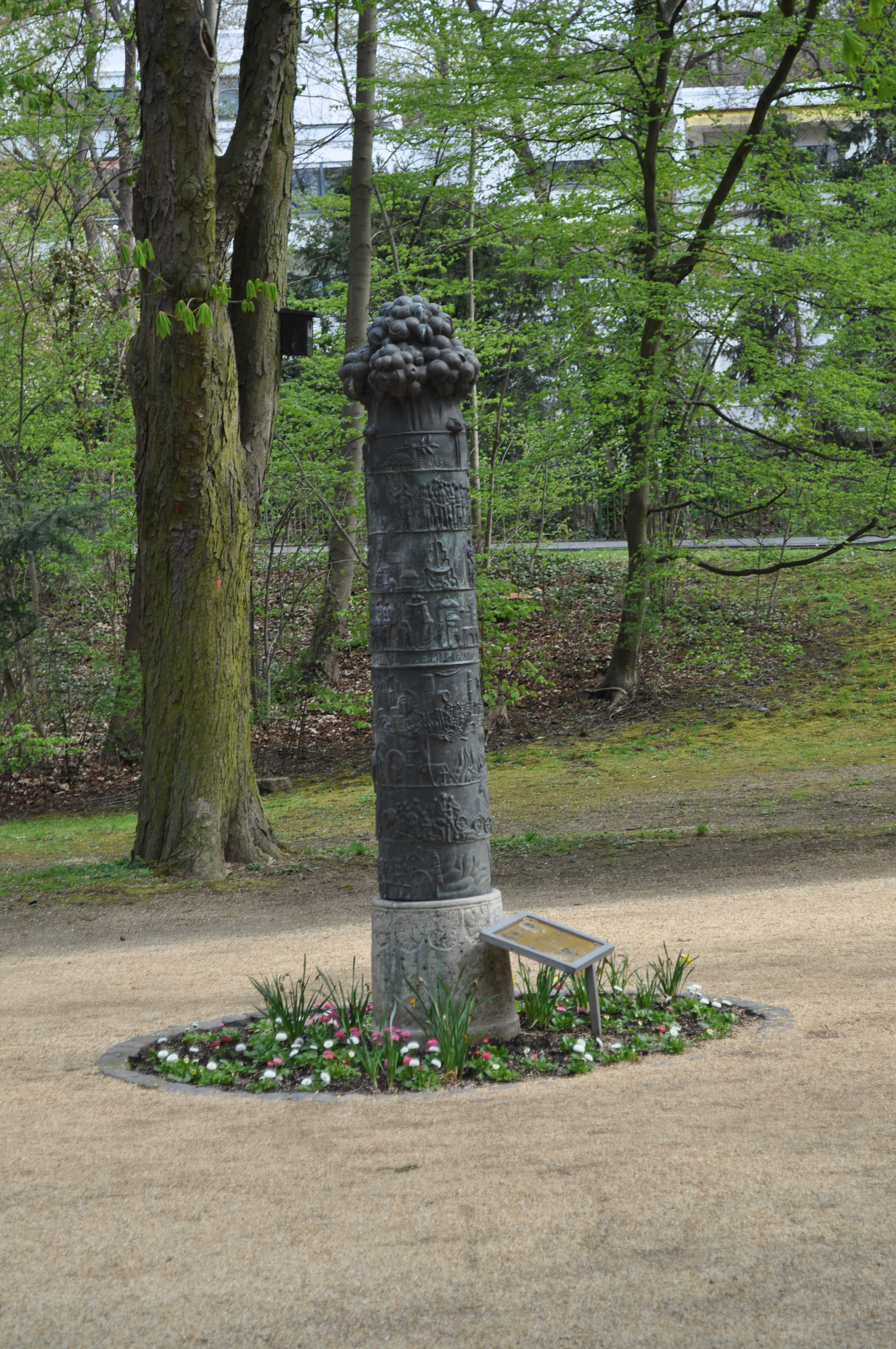
Vertriebenendenkmal

Das Vertriebenendenkmal im Jubiläumspark Bad Homburg erinnert an die Vertreibung der Deutschen nach dem Zweiten Weltkrieg und steht unter Denkmalschutz.

## Das Denkmal
Das Denkmal ist ein Werk des Bildhauers Ernst Steinacker und wurde am 15. April 1989 im Jubiläumspark aufgestellt. An der feierlichen Eröffnung nahmen neben dem Künstler auch Landrat  Jürgens und Oberbürgermeister Assmann teil. Auftraggeber war der Stadtverband Bad Homburg des Bundes der Vertriebenen.
Das Denkmal besteht aus einem steinernen Sockel und darauf einem bronzenen Zylinder und hat eine Höhe von 2,7 Meter. Der Sockel trägt die 10 Wappen der nach dem Zweiten Weltkrieg verlorenen deutschen Länder bzw. Provinzen (Baltikum, Berlin-Brandenburg, Danzig, Niederschlesien, Oberschlesien, Ostpreußen, Pommern, Siebenbürgen, Sudetenland, Westpreußen). Der bronzenen Zylinder ist in Segmente gegliedert. Diese zeigen Szenen der Vertreibung, Darstellungen aus der Berufswelt sowie der neuen Heimat Bad Homburg. Christliche Symbole verweisen auf einen Umbruch zum Besseren, Gottes segnendes Geleit und Versöhnungsbereitschaft. Insbesondere eine Taube als Zeichen des Friedens ist zu nennen. Die krönenden Blüten versinnbildlichen eine "gedeihliche, naturverbundene, aufwärtsstrebende Zukunft in harmonischem, christlichen Ausgleich".
Die Inschriften lauten:

„„Jeder hat ein Recht auf Heimat! Laßt uns der verlorenen gedenken!“ – „Neu begannen die Bauleute, Ingenieure, Glasschleifer, die Seifen-, Oblaten-, Hut-, Schuh- und Korbmacher und alle anderen. Mit unserem Aufbau danken wir.““